# Oroites
Oroites († um 522 v. Chr.) war ein persischer Statthalter von Lydien und Phrygien im westlichen Kleinasien. Er residierte in Sardes, ließ gegen Ende seiner Regierung den Tyrannen Polykrates von Samos ermorden und wurde bald danach auf Befehl des persischen Königs Dareios I. kurz nach dessen Thronbesteigung getötet.

## Leben
Oroites wurde vom aus der Achämeniden-Dynastie stammenden persischen König Kyros II. († 530 v. Chr.) zum Satrapen von Lydien ernannt. Er verblieb in dieser Stellung auch unter Kyros’ Nachfolger Kambyses II. Seine letzten Regierungsjahre werden vom griechischen Historiker Herodot detailliert geschildert. Aus dessen Bericht geht hervor, dass Oroites eine von der persischen Zentralregierung ziemlich unabhängige Machtstellung anstrebte.

### Tötung des Polykrates von Samos
Gegen Ende der Herrschaft des Kambyses II. beschloss Oroites, den Tyrannen Polykrates von Samos töten zu lassen. Herodot erörtert zwei mögliche Motive des Satrapen. Nach der einen Version hatte Mitrobates, Satrap von Daskyleion, dem Oroites vorgehalten, dass dieser Samos noch nicht dem Perserreich unterworfen habe. Daher sei Oroites nun Polykrates, der die Insel beherrschte, feindlich gesonnen gewesen und habe danach gestrebt, ihm den Untergang zu bereiten. Einer anderen Tradition zufolge sei der Satrap erzürnt gewesen, dass der samische Tyrann einen seiner Gesandten hochmütig behandelt hatte. Der griechisch-sizilische Historiker Diodor gibt als Grund für die Mordpläne des Oroites an, dass einige Lyder nach Samos geflohen seien, um der Herrschaft des Satrapen zu entkommen. Die von ihnen aus Lydien mitgebrachten Reichtümer habe aber Polykrates beschlagnahmen lassen.
Oroites wusste, dass Polykrates nach der Erlangung der Herrschaft über Ionien und benachbarte Ägäische Inseln strebte. Er schickte von Magnesia am Mäander aus, wo er gerade Hof hielt, den Myrsos, Sohn des Gyges, als Gesandten nach Samos, um Polykrates große finanzielle Unterstützung zur Realisierung von dessen Eroberungsplänen anbieten zu lassen. Im Gegenzug verlangte der Satrap seine Aufnahme in Polykrates’ Reich, da Kambyses ihm nach dem Leben trachte und er daher fliehen müsse. Falls Polykrates Zweifel an seinem Reichtum hege, könne er einen Vertrauten zu ihm schicken, dem er seine Schätze zeigen werde. Der samische Tyrann sandte daraufhin seinen Schreiber Maiandrios. Die acht Kisten, die Maiandrios gezeigt wurden, waren nur mit Steinen gefüllt und darüber, um ihn zu täuschen, eine dünne Schicht Gold gelegt worden.
Die List des Satrapen ging auf. Trotz Warnungen seiner Seher und seiner Tochter begab sich Polykrates in Begleitung einiger Vertrauter und Bediensteter, darunter seinem Leibarzt Demokedes aus Kroton, nach Magnesia am Mäander. Oroites ließ ihn auf eine von Herodot nicht näher ausgeführte Art umbringen und seinen Leichnam kreuzigen. Die Samier aus dem Gefolge des getöteten Tyrannen ließ er frei, dessen Diener sowie Fremde wie Demokedes nahm er dagegen in seinen eigenen Haushalt auf.

### Tod
In den Wirren nach dem Tod des Königs Kambyses II. (522 v. Chr.) kümmerte sich Oroites nicht um die Usurpation des persischen Throns durch den falschen Smerdis. Er wollte offenbar die chaotische Situation zum Ausbau seiner eigenen Macht nutzen. So beseitigte er den Satrapen Mitrobates, der ihn wegen Polykrates verhöhnt hatte, sowie Mitrobates’ Sohn Kranaspes und andere angesehene Perser.
Nachdem Dareios I. König geworden war und seine Position einigermaßen abgesichert hatte, beschloss er, Oroites, der ihn nicht gegen den falschen Smerdis unterstützt hatte, töten zu lassen. Vielleicht hatte Oroites auch zu den gegen Dareios I. revoltierenden Satropen gehört. In der seinen Thronfolgekampf beschreibenden Behistun-Inschrift erwähnt der König allerdings Oroites nicht unter den von ihm aufgezählten Rebellenführern.
Da Oroites aufgrund seines großen Herrschaftsgebietes und einer stattlichen Leibwache von 1000 Persern über große Macht verfügte, ging Dareios I. bei seiner Beseitigung vorsichtig vor. Nach Herodots Darstellung waren 30 vornehme Perser bereit, Oroites durch eine List zu ermorden, womit sich der König eine größere militärische Auseinandersetzung ersparen konnte. Bagaios, Sohn des Artontes, wurde durch das Los zur Ausführung der Tat bestimmt. Er reiste nach Sardes, um herauszufinden, ob die Leibgarde des Oroites mehr dem König als ihrem Herrn gehorsam wäre. Dazu ließ er den Leibwächtern Briefe mit dem Siegel des Dareios I. vorlesen und stellte fest, dass sie vor den darin angeführten königlichen Befehlen große Ehrfurcht zeigten. Daraufhin ordnete er die Verlesung zweier Briefe an, in denen der König von ihnen verlangte, von ihrem Herrn abzufallen und ihn zu töten. Die Gardisten befolgten auch diese Anweisungen und hieben Oroites mit ihren Säbeln nieder.
Die großen Schätze des Oroites ließ Dareios I. nach Susa schaffen. Der Arzt Demokedes befand sich immer noch in Sardes unter dem Gesinde des Oroites. Wegen seiner ärztlichen Kunst besaß er einen großen Ruf und Dareios I. ließ eine schmerzende Fußverrenkung durch ihn behandeln. Da Demokedes sie heilen konnte, machte der König ihn zu seinem Leibarzt.